# Малобродский, Алексей Аркадьевич
Алексей Аркадьевич Малобродский (род. 15 февраля 1958 года) — российский театральный менеджер и продюсер. Бывший гендиректор «Гоголь-центра».
Стал известен в 2017 году в российских СМИ в связи с обвинением в особо крупных хищениях на проекте «Платформа». Был заключён под стражу, как и художественный руководитель «Седьмой студии», режиссер Кирилл Серебренников.
13 декабря 2017 года Ассоциация театральных критиков признала Алексея Малобродского человеком года — «За честь и достоинство».

## Биография
Алексей Малобродский родился 15 февраля 1958 года. Окончил Краснодарский государственный институт культуры и искусств (1979) и ГИТИС (1989).
Служил на Дальнем Востоке в поселке Пограничный Приморского края в военной части № 44982. Участвовал в художественной самодеятельности части в качестве режиссера.
Был директором театра «Школа драматического искусства» в 2006—2011 годах..
В 2012—2015 годах был директором «Гоголь-центра».
В 2012 году, вскоре после начала работы в «Гоголь-центре», Алексей Малобродский стал жертвой нападения, заказчики и исполнители которого так и не установлены.
Увольнение Малобродского из театра в 2015 году вызвало повышенный интерес прессы на фоне заявлений Департамента культуры Москвы о неэффективном финансово-экономическом сопровождении деятельности театра. Эту версию опровергали художественный руководитель театра Кирилл Серебренников и преемница Малобродского на посту директора Анастасия Голуб.

## Дело «Седьмой студии»
В июне 2017 года Алексей Малобродский был задержан в связи с подозрениями в хищении государственной субсидии, выделенной «Седьмой студии» на постановку спектакля «Сон в летнюю ночь», в размере 2,3 миллионов рублей. В суде прокурор заявила об отсутствии доказательств существования спектакля, что вызвало бурную критику в обществе, так как спектакль был поставлен и сейчас является частью репертуара «Гоголь-центра». В своём обращении в суд об аресте Малобродского следователь ГСУ СК РФ отметил, что, оставаясь на свободе, он может скрыться от следствия: «Алексей Малобродский имеет кроме российского гражданства ещё и израильское, а его супруга Татьяна Лукьянова имеет связи в посольствах США и Израиля».
В поддержку Малобродского выступили многие театральные деятели России, в том числе Олег Табаков, Марк Захаров и Лев Додин, все они призывали к изменению меры пресечения для Малобродского, вина которого не доказана. С коллективным заявлением с просьбой об изменении ему меры пресечения также обратились Ассоциация театральных критиков и Гильдия театральных менеджеров России.
17 июля 2017 года на заседании суда прокурор сообщил о том, что содержание Малобродского под стражей незаконно, так как уголовное дело было возбуждёно только в день заседания, однако, суд оставил обвиняемого под стражей до 19 октября. Фигурантами этого же дела являются бывший директор «Седьмой студии» Юрий Итин и бухгалтер Нина Масляева.
27 октября 2017 года Малобродский пропал из СИЗО, об этом РБК сообщила его адвокат Ксения Карпинская. «Где он — неизвестно пока, но в СИЗО 99/1 [„Матросская Тишина“] его нет», — сказала она. Как сообщили РБК в пресс-бюро ФСИН в ответ на запрос, согласно п. 12 с. 108 УПК РФ (заключение под стражу) родственников «незамедлительно» уведомляют об изменении места содержания под стражей обвиняемых.
25 апреля 2018 года Следственный комитет России направил ходатайство в Басманный суд Москвы об освобождении Малобродского из СИЗО и его переводе под домашний арест. Официальный представитель СКР Светлана Петренко сообщила: «Следствием с учётом возраста, состояния здоровья и иных обстоятельств принято решение изменить обвиняемому Малобродскому меру пресечения с заключения под стражу на более мягкую в виде домашнего ареста».

## Семья
В конце 2017 года жена Татьяна Лукьянова рассказала, что они знакомы 13 лет, 9 лет — вместе, более 5 лет назад официально оформили брак.